# Gabriel Bouillon
Gabriel Georges Bouillon (5 mars 1898 à Montpellier - 19 juillet 1984 à Paris) est un violoniste classique et pédagogue musical français.

## Biographie
Gabriel Bouillon vient d'une famille de musiciens originaire de Pézenas. Son frère Jo Bouillon est le quatrième mari de Joséphine Baker. Il étudie dans sa ville natale et avec Jacques Thibaud à Paris. Après cela, il enseigne le violon au Conservatoire de Paris. Parmi ses élèves figurent notamment Henryk Szeryng, Charles Chaynes, Daniel Rémy, Sylvie Gazeau, Colette Lequien et Yvonne Lephay-Belthoise.
Il rend visite au compositeur Manuel de Falla, alors à la retraite, trois semaines avant sa mort en Argentine et rend compte à l'hebdomadaire Le Littéraire après son retour en France de l'oratorio Atlántida (opéra) inachevé. Le manuscrit est ensuite complété par le compositeur espagnol Ernesto Halffter.
Bouillon a créé son propre quatuor à cordes à la fin des années trente ou au début des années quarante, avec Albert Locatelli (comme lui ancien élève de Lucien Capet) et deux anciens du Quatuor Capet : Henri Benoit (alto) et Camille Delobelle (violoncelle). 
Le 4 décembre 1941, le Quatuor Bouillon a joué les Quatuors 14 et 15 et le Quintette K. 581 (avec André Vacellier à la clarinette) à la salle Gaveau dans le cadre du Grand Festival Mozart organisé par les autorités d’occupation (Paris, 30 novembre au 7 décembre 1941).
G. Bouillon est décédé à Paris en 1984.

## Décorations
- Officier de l'ordre des Arts et des Lettres (1959) au titre de « professeur au Conservatoire national supérieur de musique »[2]

## Enregistrements
- Quatuor op. 10 de Debussy (DB 5109-5111) ;

- Quintette pour piano et cordes de Franck (DB 5123 à 5126) avec Lucette Descaves au piano ;

- Quatuor à cordes no 10 de Beethoven avec l'adagio du quatuor en fa op. 50 n°2 de Haydn (DB 5127-5130) ;

- Quintette en mi bémol majeur de Schumann (DB 5138-5141) avec Lucette Descaves au piano, et le menuet du Quatuor en mi majeur (en) (op. 125 no 2) (DB 5141) ;

- Quatuor à cordes de Ravel (DB 5154-5156).